# Леше (Тржич)
Леше (словен. Leše) — поселення в общині Тржич, Горенський регіон, Словенія. Висота над рівнем моря: 518,9 м.